# Tälvijävri
Tälvijävri eller Talvijärvi är en sjö i Finland. Den ligger i kommunen Enare i landskapet Lappland, i den norra delen av landet, 1 000 km norr om huvudstaden Helsingfors. Tälvijävri ligger 159 meter över havet. Arean är 28,7 hektar och strandlinjen är 2,56 kilometer lång. Sjön  ingår i Pasvik älvs huvudavrinningsområde. 